# Mali op de Olympische Zomerspelen 1988
Mali nam deel aan de Olympische Zomerspelen 1988 in Seoel, Zuid-Korea. Net als tijdens de vijf eerdere deelnames werd geen medaille gewonnen.

## Deelnemers en resultaten
(m) = mannen, (v) = vrouwen 

### Atletiek
| Olympiër       | Discipline | Resultaat | Prestatie                                           |
| -------------- | ---------- | --------- | --------------------------------------------------- |
| Ousmane Diarra | 100m (m)   | 42e       | serie 11: 3de in 10,53 kwartfinale 1: 8ste in 10,61 |
| Ousmane Diarra | 200m (m)   | 37e       | serie 8: 6de in 21,55 kwartfinale 1: 8ste in 21,46  |
| Yaya Seyba     | 400m (m)   | 58e       | serie 8: 7de in 48,83                               |
|                |            |           |                                                     |
| Aminata Diarra | 100m (v)   | 57e       | serie 2: 8ste in 12,27                              |
| Aminata Diarra | 200m (v)   | 54e       | serie 6: 7de in 25,81                               |

### Boksen
| Olympiër   | Discipline | Resultaat | Prestatie                                                                                                   |
| ---------- | ---------- | --------- | --- |
| Salif Koné | -60kg (m)  | 9e        | 1ste ronde: vrij 2de ronde: W van SUD Pelly: 5-0 3de ronde: V van USA Ellis: scheidsrechterlijke beslissing |

### Judo
| Olympiër       | Discipline | Resultaat | Prestatie                                                                                    |
| -------------- | ---------- | --------- | -------------------------------------------------------------------------------------------- |
| Mamadou Keita  | -65kg (m)  | 20e       | 1ste ronde: vrij 2de ronde: V van HUN Bujkó: ippon                                           |
| Ousmane Camara | -71kg (m)  | 9e        | 1ste ronde: vrij 2de ronde: V van FRA Alexandre: ippon herkansingen: V van HUN Hajtós: ippon |

Afghanistan · Algerije · Amerikaanse Maagdeneilanden · Amerikaans-Samoa · Andorra · Angola · Antigua en Barbuda · Argentinië · Aruba · Australië · Bahama’s · Bahrein · Bangladesh · Barbados · België · Belize · Benin · Bermuda · Bhutan · Birma · Bolivia · Bondsrepubliek Duitsland · Botswana · Brazilië · Britse Maagdeneilanden · Brunei · Bulgarije · Burkina Faso · Canada · Centraal-Afrikaanse Republiek · Chili · China · Chinees Taipei · Colombia · Congo-Brazzaville · Cookeilanden · Costa Rica · Cyprus · Denemarken · Djibouti · Dominicaanse Republiek · Duitse Democratische Republiek · Ecuador · Egypte · El Salvador · Equatoriaal-Guinea · Fiji · Filipijnen · Finland · Frankrijk · Gabon · Gambia · Ghana · Grenada · Griekenland · Groot-Brittannië · Guam · Guatemala · Guinee · Guyana · Haïti · Honduras · Hongarije · Hongkong · Ierland · IJsland · India · Indonesië · Irak · Iran · Israël · Italië · Ivoorkust · Jamaica · Japan · Joegoslavië · Jordanië · Kaaimaneilanden · Kameroen · Kenia · Koeweit · Laos · Lesotho · Libanon · Liberia · Libië · Liechtenstein · Luxemburg · Malawi · Malediven · Maleisië · Mali · Malta · Marokko · Mauritanië · Mauritius · Mexico · Monaco · Mongolië · Mozambique · Nederland · Nederlandse Antillen · Nepal · Nieuw-Zeeland · Niger · Nigeria · Noord-Jemen · Noorwegen · Oeganda · Oman · Oostenrijk · Pakistan · Panama · Papoea-Nieuw-Guinea · Paraguay · Peru · Polen · Portugal · Puerto Rico · Qatar · Roemenië · Rwanda · Saint Vincent en de Grenadines · Salomonseilanden · Samoa · San Marino · Saoedi-Arabië · Senegal · Sierra Leone · Singapore · Soedan · Somalië · Sovjet-Unie · Spanje · Sri Lanka · Suriname · Swaziland · Syrië · Tanzania · Thailand · Togo · Tonga · Trinidad en Tobago · Tsjaad · Tsjecho-Slowakije · Tunesië · Turkije · Uruguay · Vanuatu · Venezuela · Verenigde Arabische Emiraten · Verenigde Staten · Vietnam · Zaïre · Zambia · Zimbabwe · Zuid-Jemen · Zuid-Korea · Zweden · Zwitserland